# Pidlyman
Pidlyman (ukrainisch Підлиман; russisch Подлиман Podliman) ist ein Dorf im Osten der ukrainischen Oblast Charkiw mit etwa 1400 Einwohnern (2001).

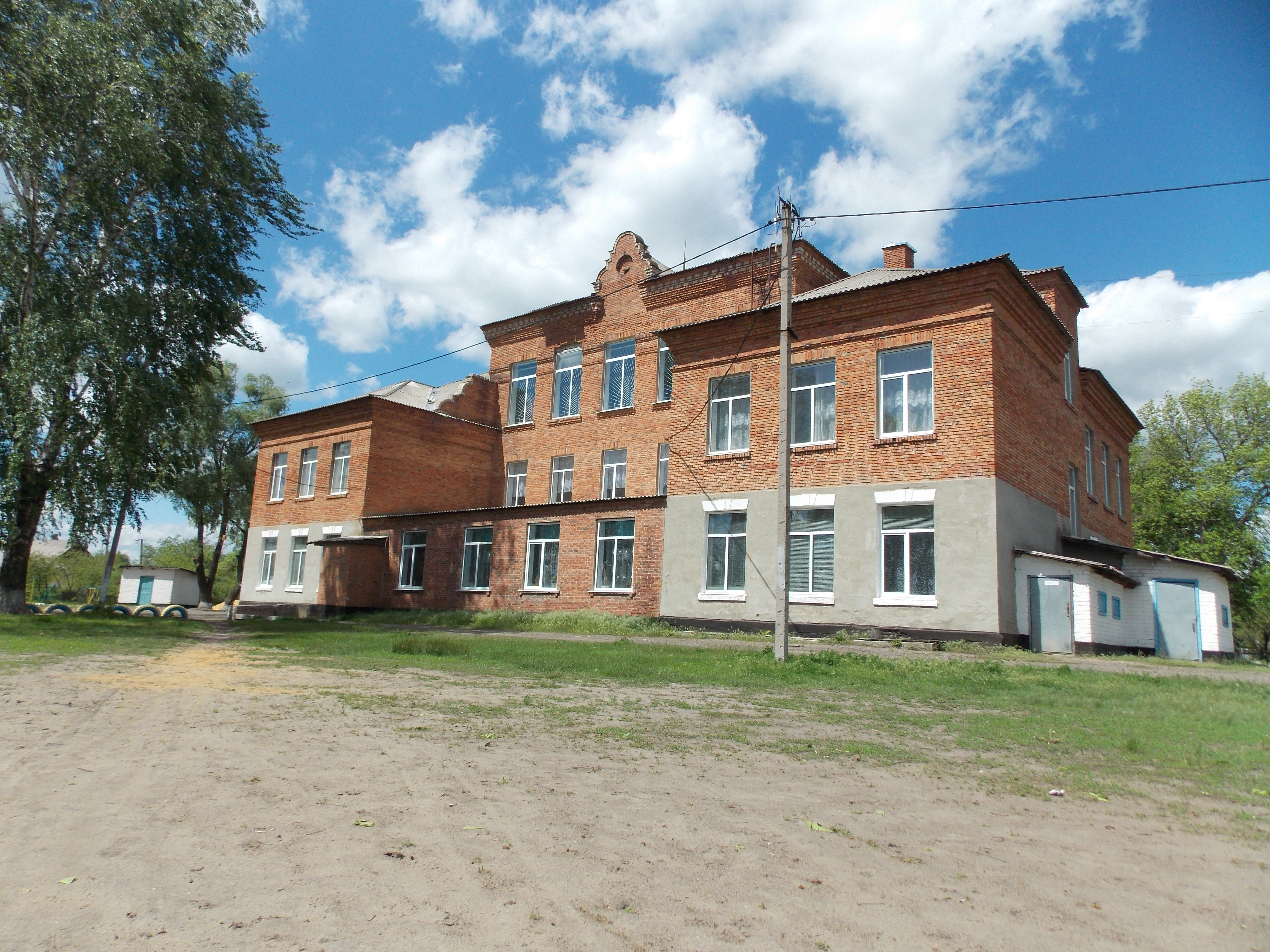
Schule in Pidlyman

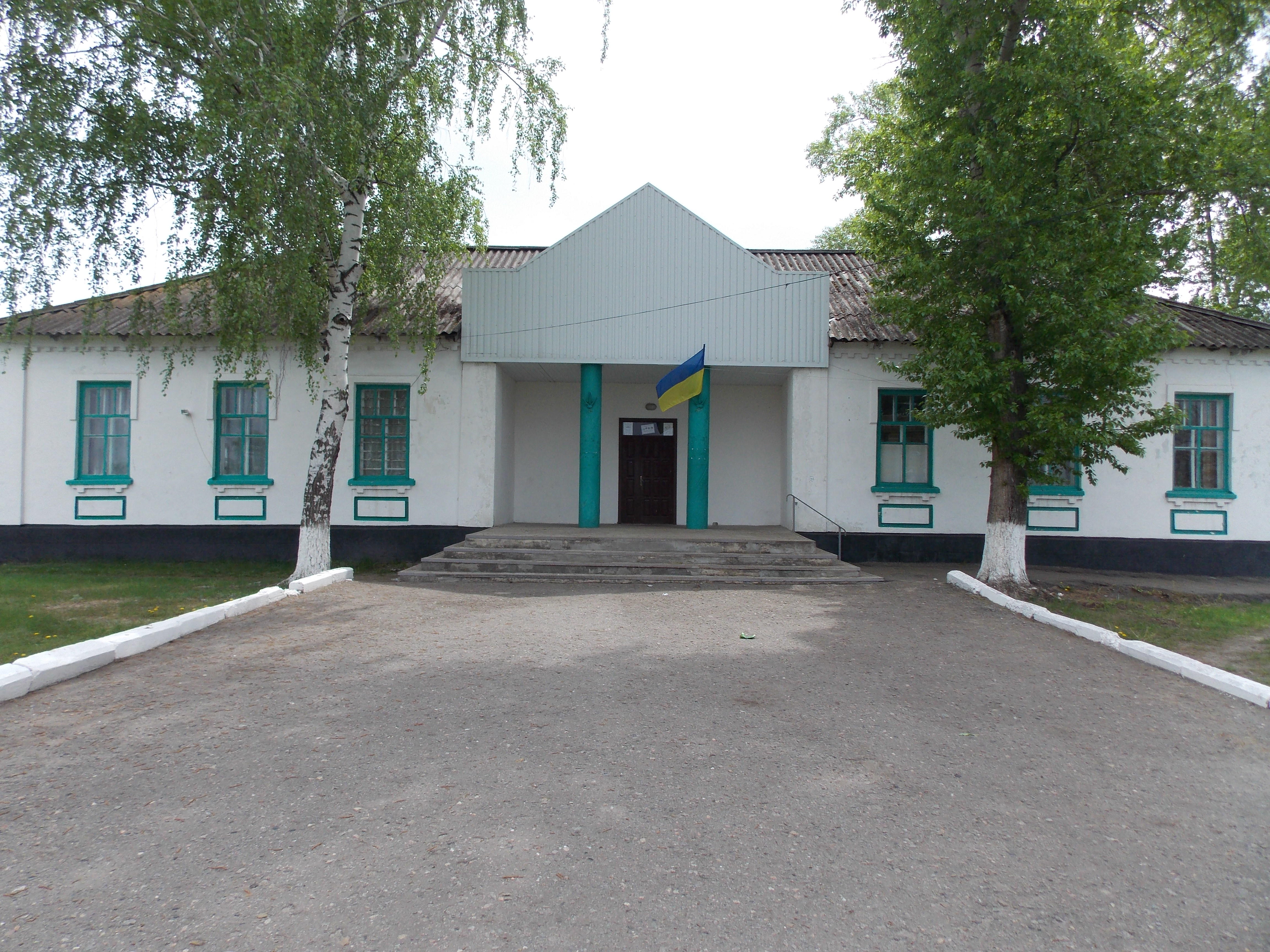
Haus der Kultur

Das Mitte des 18. Jahrhunderts gegründete Dorf (eine weitere Quelle nennt das Jahr 1775) liegt auf einer Höhe von 84 m am linken Ufer des zum  Oskilsker Stausee angestauten Oskil, 7 km südlich vom ehemaligen Rajonzentrum Borowa und 145 km südöstlich vom Oblastzentrum Charkiw.
Nördlich vom Dorf verläuft die Regionalstraße P–79.
Am 12. Juni 2020 wurde das Dorf ein Teil der Siedlungsgemeinde Borowa im Rajon Borowa; bis dahin bildete es zusammen mit den Dorf Nyschnja Schurawka (Нижня Журавка) die Landratsgemeinde Pidlyman (Підлиманська сільська рада/Pidlymanska silska rada) im Zentrum des Rajons Borowa.
Am 17. Juli 2020 wurde der Ort ein Teil des Rajons Isjum.